# Doyre
Pour les articles homonymes, voir Daïra (homonymie).

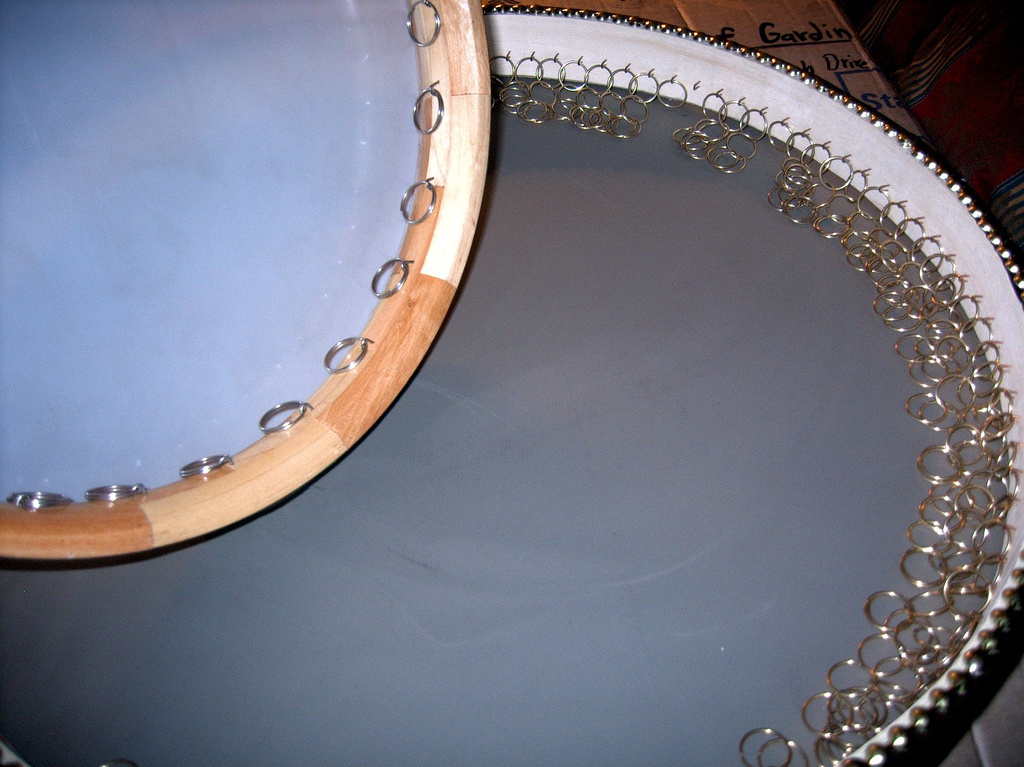
Doyre et daf (2e plan)

Le doyre, dayre, daïra, doira, dap ou qaval est un tambour sur cadre rencontré en Azerbaïdjan, en Arménie, en Géorgie, en Turquie, en Iran, en Afghanistan au Kazakhstan, au Turkménistan, en Ouzbékistan, au Tadjikistan, au Kirghizistan, en Chine et en Albanie.

## Facture
Il a un diamètre de 30 à 40 cm, un bord très épais et de gros anneaux métalliques à l'arrière (qui à l'inverse du daf, ne frappent pas la peau, qui est soit de chèvre, soit de chameau, voire de serpent).

## Jeu
C'est un instrument polyvalent utilisé autant dans le folklore que dans la musique savante. On le tient verticalement de la main gauche et on y frappe avec les deux mains.
Il est parfois joué par les chanteurs qui s'accompagnent ainsi. Beaucoup de femmes s'en servent également.

## Sources
- Jean During, Musique et mystique dans les traditions de l'Iran, Institut français de recherche en Iran, Paris, 1989.
- Jean During, Musiques d'Asie centrale, Actes Sud, 1998.

## Liens
- « Daïra », sur hangebi.ge
- Liste des instruments de la musique traditionnelle géorgienne